# Serge Endundu
 Serge Endundu Lomata , né à Kinshasa  le 4 mars 1979, est un homme politique de la République démocratique du Congo et député national, élu de la circonscription de Lokolela dans la province de Équateur,,,.

## Biographie
Serge Endundu est né à Kinshasa le 4 mars 1979, élu député national dans la circonscription électorale de Lokolela dans la province de l'Équateur. Il est membre du regroupement politique G7.